# Marin Tufan
Marin Tufan (n. 16 octombrie 1942) este un fotbalist român, care a jucat în  echipa națională de fotbal a României la Campionatul Mondial de Fotbal din Mexic, 1970, performanță pentru care a fost decorat în martie 2008 cu Ordinul „Meritul Sportiv” clasa a III-a.